# KFC Eksaarde
KFC Eksaarde is een Belgische voetbalclub uit Eksaarde, een deelgemeente van Lokeren. De club is aangesloten bij de KBVB met stamnummer 7330 en heeft rood-wit als kleuren. De club sloot eind jaren 60 aan bij de Voetbalbond, maar speelt al heel zijn bestaan in de Oost-Vlaamse provinciale reeksen. FC Eksaarde speelde in het seizoen 2014-2015 kampioen en promoveert daardoor naar 3e Prov. Oost-Vlaanderen.

## Accommodatie

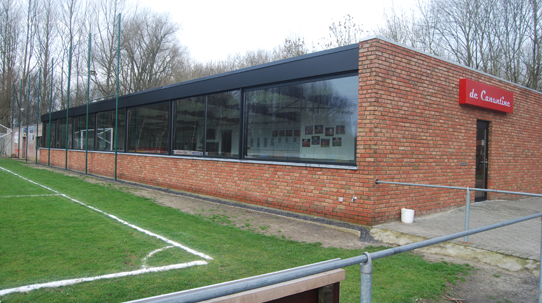
Nieuwe kantine KFCE

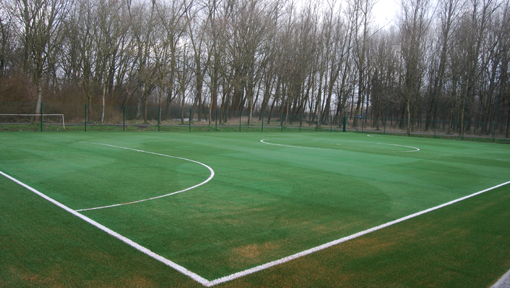
Kunstgrasplein

Het voetbalveld van FC Eksaarde is gelegen in een landelijke, groene omgeving midden in het dorp Eksaarde. De club beschikt over twee voetbalvelden met een grasmat (die bestaan uit natuurgras). Voor duiveltjesploegen is er vanaf maart 2014 een nieuw kunstgrasveldje voorzien dat beantwoordt aan de regelgeving die opgesteld is door de KBVB.
De club voorziet een tribune aan de noordzijde van het terrein die overdekte staanplaatsen biedt aan de supporters.

## Bekende (oud-)spelers
- Atte-Oudeyi Zanzan
- Ortwin De Wolf

## Trivia
- Roger Lambrecht, voorzitter van profclub KSC Lokeren Oost-Vlaanderen, was daarvoor ook voorzitter van FC Eksaarde.